# London After Midnight (film)
London After Midnight is een Amerikaanse horrorfilm uit 1927 onder regie van Tod Browning. Destijds werd de film in Nederland uitgebracht onder de titel Londen na middernacht. Door een brand in een opslagplaats van een van de studio's van Metro-Goldwyn-Mayer in 1965 zou de laatste kopie van de film vernietigd zijn, waardoor de film sindsdien als een van de bekendste verloren films wordt beschouwd.

## Verhaal
Roger Balfour wordt dood aangetroffen in zijn woning. Hij werd vermoord met een vuurwapen. Inspecteur Burke van Scotland Yard wordt belast met het onderzoek. Na de ontdekking van een afscheidsbrief, gaat de politie ervan uit dat Balfour zelfmoord heeft gepleegd. Vijf jaar later gaat een man met een mismaakt gezicht en een geheimzinnige vrouw wonen in het huis van Balfour. Al spoedig gaan geruchten dat hij teruggekeerd is uit de dood.

## Rolverdeling
| Acteur            | Personage         |
| ----------------- | ----------------- |
| Lon Chaney        | Edward C. Burke   |
| Marceline Day     | Lucille Balfour   |
| Henry B. Walthall | James Hamlin      |
| Percy Williams    | Williams          |
| Conrad Nagel      | Arthur Hibbs      |
| Polly Moran       | Juffrouw Smithson |
| Edna Tichenor     | Luna              |
| Claude King       | Roger Balfour     |
| Andy MacLennan    | Assistent         |